# Międzywodzie
Międzywodzie is een dorp in het Poolse woiwodschap West-Pommeren, in het district Kamieński. De plaats maakt deel uit van de gemeente Dziwnów en telt 681 (2014) inwoners.